# قصر الهرمل
قصر الهرمل، بلدة في شمال البقاع اللبناني على الحدود السورية تابعة لقضاء بعلبك الهرمل.